# Distance géocentrique

Coordonnées de l'ECEF suivant la latitude et longitude.

La distance géocentrique ou ECEF (acronyme pour earth-centered, earth-fixed) d'un corps céleste est la distance qui le sépare de la Terre, ou plus précisément du centre de celle-ci.

## En astronomie
Les coordonnées géocentriques peuvent être utilisées pour localiser des objets astronomiques dans le système solaire en trois dimensions le long des axes cartésiens X, Y et Z. Ils sont différenciés des coordonnées topocentriques, qui utilisent la position de l'observateur comme point de référence pour les relèvements en altitude et en azimut.
Pour les étoiles proches, les astronomes utilisent des coordonnées héliocentriques, avec le centre du Soleil comme origine. Le plan de référence peut être aligné avec l'équateur céleste de la Terre, l'écliptique ou l'équateur galactique de la Voie lactée. Ces systèmes de coordonnées célestes 3D ajoutent la distance réelle en tant qu'axe Z aux systèmes de coordonnées équatoriaux, écliptiques et galactiques utilisés en astronomie de position.